# Pedro Velázquez
Pedro Javier Velázquez Insfran (n. Paraguarí, Paraguay; 13 de mayo de 1983) es un futbolista paraguayo que juega como delantero, actualmente es entrenador personal y acaba de inaugurar un centro de alto rendimiento Elite 360 en Ciudad del Este (Paraguay)donde asisten varias personalidades de la alta sociedad esteña.

## Clubes
| Club                   | País      | Año             |
| ---------------------- | --------- | --------------- |
| Club Libertad          | Paraguay  | 2000 - 2003     |
| Club Sport Colombia    | Paraguay  | 2003            |
| Club Guaraní           | Paraguay  | 2004            |
| Club Sol de América    | Paraguay  | 2005            |
| Semen Padang F.C.      | Indonesia | 2005 - 2006     |
| Persib Bandung         | Indonesia | 2006 - 2007     |
| Deportes Puerto Montt  | Chile     | 2008            |
| Municipal Iquique      | Chile     | 2008            |
| Sportivo Luqueño       | Paraguay  | 2009            |
| Guabira                | Bolivia   | 2010            |
| Universitario de Sucre | Bolivia   | 2011            |
| The Strongest          | Bolivia   | 2011            |
| Persija Jakarta        | Indonesia | 2011 - 2013     |
| Fortaleza              | Colombia  | 2013            |
| Gresik United          | Indonesia | 2014 - Presente |